# Górodrozdy
Górodrozdy (Modulatricidae) – rodzina ptaków z podrzędu śpiewających (Oscines) w rzędzie wróblowych (Passeriformes).

## Zasięg występowania
Rodzina obejmuje gatunki występujące w Afryce Subsaharyjskiej.

## Systematyka
Rodzina górodrozdów najbliżej spokrewniona jest z dudkowcami (Promeropidae). Do rodziny należą następujące rodzaje:
- Modulatrix Ripley, 1952 – jedynym przedstawicielem jest Modulatrix stictigula (Reichenow, 1906) – górodrozd okularowy
- Arcanator Irwin & Clancey, 1986 – jedynym przedstawicielem jest Arcanator orostruthus (Vincent, 1933) – górodrozd nakrapiany
- Kakamega C.F. Mann, P.J.K. Burton & Lennerstedt, 1978 – jedynym przedstawicielem jest Kakamega poliothorax (Reichenow, 1900) – górodrozd szaroboczny